# بلمونته کستلو
بلمونته کستلو (به ایتالیایی: Belmonte Castello) یک کومونه در ایتالیا است که در استان فروزینونه واقع شده‌است.

## خصوصیات
بلمونته کستلو ۱۴٫۲ کیلومترمربع مساحت و ۷۸۰ نفر جمعیت دارد و ۳۶۹ متر بالاتر از سطح دریا واقع شده‌است.